# Diallus lugens
Diallus lugens là một loài bọ cánh cứng trong họ Cerambycidae.